# Toysmart.com
Toysmart.com, littéralement « supermarché du jouet », était un site internet de vente en ligne de jouets. Le site est principalement connu pour avoir tenté de vendre son portefeuille de client entre la cessation de ses activités et sa liquidation définitive.

## Historique
Le 25 août 1999, le Buena Vista Internet Group investit 20 millions de $ dans le site achetant 60 % du capital, dépensant par la suite 25 millions de $ pour promouvoir le site,.
Le 20 mai 2000, le site web annonce l'arrêt de ses activités de vente en ligne, le licenciement de ses 170 employés et lance une campagne publicitaire proposant la vente de son catalogue de clients,. Rapidement des voix se lèvent contre cette pratique et aboutit le 9 juin à l'ouverture d'une plainte déposée par la Federal Trade Commission, pour divulgation de données confidentielles. Le 23 juin 2000, la société éditant le site web se met sous la protection de la loi sur les faillites, chapitre 11.
Le 20 juillet 2000, le juge émet sa décision et déclare que la société ne peut pas vendre son catalogue de clients sans un rachat en bonne et due forme et avec l'aval de la FTC. Finalement, la société est liquidée mais son catalogue de client, estimé en mars 2000 par le pdg à 260 000 personnes, a été récupéré par son principal actionnaire Disney et retiré de la circulation.

## Impact économique
La tentative de vente du catalogue client a été étudiée par de nombreux auteurs comme un cas d'école.
- le magazine Network World, dans son édition du 24 juillet 2000 - vol. 17, no 30
- Andrew Frackman, Rebecca C. Martin, Claudia Ray dans Internet and online privacy: a legal and business guide (2002)
- Mark E. Plotkin, Bert Wells, Kurt A. Wimmer dans E-commerce law and business (2003)
- Herman T. Tavani, dans Ethics and technology: ethical issues in an age of information and communication technology (2004)
- Steven Anthony Hetcher dans Norms in a wired world (2004)
- Cynthia Chassigneux, dans Vie privée et commerce électronique (2004)
- Daniel J. Solove, Marc Rotenberg, Paul M. Schwartz dans Privacy, information, and technology (2006)
- David P. Baron dans Business and its environment (2006)
- August Horvath, John Villafranco, Stephen Calkins, American Bar Association. dans Consumer protection law developments (2009)